# KNVB Beker 1967/68
Het seizoen 1967/68 van de KNVB Beker was de 50e editie van de Nederlandse voetbalcompetitie met als inzet de KNVB Beker en een plek in de Europa Cup II.
In tegenstelling tot het voorgaande seizoen 1966/67, waarin 32 teams in het bekertoernooi uitkwamen, stond deelname open voor alle 57 ploegen uit de Nederlandse Eredivisie, Eerste divisie en Tweede divisie.

## Groepsfase
De groepsfase vond plaats op drie vaste speeldagen: 31 december 1967, 25 februari 1968 en 24 maart 1968. Er werd gespeeld in een halve competitie. Van de dertien groepen met vier ploegen bekerden de groepswinnaars verder naar de volgende ronde alsmede de ploeg die als beste nummer twee uit een van deze poules werd beschouwd. Van de groep met vijf ploegen plaatsten de beste twee zich, waardoor er in totaal zestien teams door zouden gaan.
Opmerkelijk was vooral de uitschakeling van Feijenoord, dat plaatsgenoot en Tweede-divisionist Excelsior door zag bekeren. Ook de Eredivisieploegen GVAV (uitgeschakeld door Veendam uit de Tweede divisie), DOS, NAC, DWS, Xerxes/DHC en Fortuna '54 vonden hun Waterloo in de groepsfase.

### Groep 1
| Datum            | Wedstrijd               | Uitslag       | Scoreverloop                                                                                      |
| ---------------- | ----------------------- | ------------- | ------------------------------------------------------------------------------------------------- |
| 31 december 1967 | SC Cambuur – GVAV       | 2 – 1 (1 – 0) | 20' Piet Kriesch 1-0, 71' Martin Koeman 1-1, 80' Henk de Groot 2-1                                |
| 31 december 1967 | Veendam – Heerenveen    | 4 – 0 (3 – 0) | 9' Hanno Feiken 1-0, 21' Rikkert La Crois 2-0, 26' Rikkert La Crois 3-0, 61' Rikkert La Crois 4-0 |
| 10 maart 1968    | Heerenveen – SC Cambuur | 0 – 0         |                                                                                                   |
| 10 maart 1968    | Veendam – GVAV          | 1 – 1 (1 – 1) | 11' Piet Fransen 0-1, 35' Henk Meuken 1-1                                                         |
| 24 maart 1968    | SC Cambuur – Veendam    | 1 – 2 (0 – 1) | 13' Piet van Dam 0-1, 47' Pier Alma 1-1, 60' Bennie Specken (pen) 1-2                             |
| 24 maart 1968    | Heerenveen – GVAV       | 1 – 1 (0 – 1) | 22' Gerrit van Tilburg 0-1, 55' Henk Zoetendal 1-1                                                |

### Groep 2
| Datum            | Wedstrijd                     | Uitslag       | Scoreverloop                                                                                  |
| ---------------- | ----------------------------- | ------------- | --------------------------------------------------------------------------------------------- |
| 31 december 1967 | SC Drente – FC Twente '65     | 0 – 1 (0 – 1) | 29' Kick van der Vall 0-1                                                                     |
| 31 december 1967 | De Graafschap – Heracles      | 2 – 0 (1 – 0) | 19' Henk Overgoor 1-0, 84' Franz Möllers 2-0                                                  |
| 25 februari 1968 | De Graafschap – SC Drente     | 3 – 1 (2 – 0) | 23' Franz Möllers 1-0, 40' Fred Jaski 2-0, Franz Möllers 3-0, Gerrie de Jonge 3-1             |
| 19 maart 1968    | FC Twente '65 – Heracles      | 1 – 0 (0 – 0) | 48' Dick van Dijk (pen) 1-0                                                                   |
| 24 maart 1968    | Heracles – SC Drente          | 1 – 1 (1 – 0) | 15' Hans Stapper 1-0, 67' Bennie Kracht 1-1                                                   |
| 24 maart 1968    | FC Twente '65 – De Graafschap | 3 – 1 (0 – 0) | 47' Jan Jeuring 1-0, 60' Willie Wolsink (e.d.) 2-0, 71' Henk Overgoor 2-1, 88' Benno Huve 3-1 |

### Groep 3
| Datum            | Wedstrijd                | Uitslag       | Scoreverloop |
| ---------------- | ------------------------ | ------------- | --- |
| 31 december 1967 | PEC – Zwolsche Boys      | 2 – 1 (1 – 1) | 6' Wim van der Gaag 1-0, 37' Folkert (Folly) van Dam 1-1, 66' Wim van der Gaag 2-1                                   |
| 25 februari 1968 | AGOVV – PEC              | 1 – 1 (0 – 1) | 42' Anton Vučkov 0-1, 47' Johan Donderwinkel 1-1                                                                     |
| 25 februari 1968 | Zwolsche Boys – Go Ahead | 0 – 5 (0 – 1) | 41' Dick Schneider 0-1, 56' Dick Schneider 0-2, 60' Jan Veenstra 0-3, 63' Oeki Hoekema 0-4, 68' Gerard Wüstefeld 0-5 |
| 29 februari 1968 | AGOVV – Go Ahead         | 0 – 2 (0 – 2) | 30' Jan Veenstra 0-1, 40' Jan Veenstra 0-2                                                                           |
| 24 maart 1968    | Go Ahead – PEC           | 3 – 0 (1 – 0) | 40' Koos Knoef 1-0, 64' Gerrit Niehaus 2-0, 89' Jan Veenstra 3-0                                                     |
| 24 maart 1968    | Zwolsche Boys – AGOVV    | 2 – 2 (0 – 0) | 59' Tonnie Perdon 0-1, 72' Henk Ras 1-1, 83' Gerard van Straalen 1-2, 84' Henk Ras 2-2                               |

### Groep 4
| Datum            | Wedstrijd            | Uitslag       | Scoreverloop |
| ---------------- | -------------------- | ------------- | --- |
| 31 december 1967 | HVC – Vitesse        | 1 – 1 (0 – 0) | 51' Hans van Empelen 1-0, 75' Franz-Peter Neumann 1-1                                                                        |
| 31 december 1967 | N.E.C. – Wageningen  | 2 – 1 (0 – 1) | 18' Marcel Broecks 0-1, 55' Chris Geutjes 1-1, 63' Tini van Reeken 2-1                                                       |
| 25 februari 1968 | N.E.C. – HVC         | 3 – 0 (2 – 0) | 5' Herbert Bönnen 1-0, 30' Chris Geutjes 2-0, 72' Gerard Weber 3-0                                                           |
| 25 februari 1968 | Wageningen – Vitesse | 2 – 3 (0 – 3) | 9' Hans Verhagen 0-1, 21' Johan Wieringa 0-2, 42' Hans Verhagen 0-3, 67' Eef Eichelsheim (e.d.) 1-3, 77' Frans van Ernst 2-3 |
| 24 maart 1968    | HVC – Wageningen     | 1 – 1 (1 – 1) | 35' Ton van de Weerd 0-1, Mosje Temming (pen) 1-1                                                                            |
| 24 maart 1968    | Vitesse – N.E.C.     | 1 – 1 (1 – 0) | 18' Ben Zweers 1-0, 82' Tini van Reeken 1-1                                                                                  |

### Groep 5
| Datum            | Wedstrijd             | Uitslag       | Scoreverloop |
| ---------------- | --------------------- | ------------- | --- |
| 31 december 1967 | Elinkwijk – Hilversum | 5 – 1 (2 – 1) | 3' Leen van de Merkt 1-0, 22' Hans Vlietman 1-1, Jan Blaauw (pen) 2-1, 50' Leen van de Merkt 3-1, 65' Bob Westra 4-1, Bob Westra 5-1 |
| 24 februari 1968 | Velox – Hilversum     | 1 – 0 (0 – 0) | 86' Joop van Maurik 1-0 |
| 25 februari 1968 | Elinkwijk – DOS       | 4 – 0 (1 – 0) | 36' Joop Oomens 1-0, 75' Theo Netten 2-0, Jan Blaauw (pen) 3-0, Ben Aarts (e.d.) 4-0                                                 |
| 10 maart 1968    | DOS – Velox           | 1 – 3 (1 – 1) | Henk Wery 1-0, Marco Cabo 1-1, Marco Cabo 1-2, Co Dirven 1-3                                                                         |
| 24 maart 1968    | Hilversum – DOS       | 2 – 2 (2 – 2) | 5' Eddy Westbroek 1-0, 10' Arie de Kuyper 1-1, 15' Evert van Ginkel (pen) 2-1, Henk Wery 2-2                                         |
| 24 maart 1968    | Velox – Elinkwijk     | 0 – 0         | |

### Groep 6
| Datum            | Wedstrijd         | Uitslag       | Scoreverloop                                                                       |
| ---------------- | ----------------- | ------------- | ---------------------------------------------------------------------------------- |
| 31 december 1967 | AZ '67 – DWS      | 1 – 1 (1 – 1) | 32' Piet Beets 1-0, 33' Frans Geurtsen 1-1                                         |
| 25 februari 1968 | DWS – Volendam    | 2 – 1 (1 – 1) | 19' Jan Mühren 0-1, 38' Piet van den Berg 1-1, 72' Pim Waaijenberg 2-1             |
| 25 februari 1968 | ZFC – AZ '67      | 0 – 0         |                                                                                    |
| 10 maart 1968    | Volendam – ZFC    | 4 – 0 (1 – 0) | 17' Johan Pelk 1-0, 47' Jaap Tol 2-0, 65' Johan Pelk (pen) 3-0, 78' Johan Pelk 4-0 |
| 24 maart 1968    | Volendam – AZ '67 | 1 – 0 (0 – 0) | Johan Pelk 1-0                                                                     |
| 24 maart 1968    | ZFC – DWS         | 1 – 1 (1 – 0) | 15' Atie van der Walle 1-0, 61' Frits Flinkevleugel 1-1                            |

### Groep 7
| Datum            | Wedstrijd                     | Uitslag       | Scoreverloop |
| ---------------- | ----------------------------- | ------------- | --- |
| 31 december 1967 | Ajax – De Volewijckers        | 4 – 1 (3 – 1) | 5' Sjaak Swart 1-0, 12' Johan Cruijff 2-0, 32' Klaas Nuninga 3-0, 39' Tonny Fens 3-1, 61' Sjaak Swart 4-1         |
| 31 december 1967 | Blauw Wit – SC Gooiland       | 1 – 0 (0 – 0) | 55' Ruud Muskee 1-0                                                                                               |
| 25 februari 1968 | SC Gooiland – Ajax            | 1 – 4 (0 – 2) | 8' Johan Cruijff 0-1, 19' Piet Keizer 0-2, 58' Gerard Hogenbirk 1-2, 73' Johan Cruijff 1-3, 74' Johan Cruijff 1-4 |
| 25 februari 1968 | De Volewijckers – Blauw Wit   | 0 – 2 (0 – 1) | 3' Joop Wildbret 0-1, 65' Han Meijer (pen) 0-2                                                                    |
| 24 maart 1968    | Ajax – Blauw Wit              | 1 – 0 (0 – 0) | 76' Klaas Nuninga 1-0                                                                                             |
| 24 maart 1968    | De Volewijckers – SC Gooiland | 2 – 0 (1 – 0) | 20' Co Stout 1-0, 89' Ben Verweij 2-0                                                                             |

### Groep 8
| Datum            | Wedstrijd         | Uitslag       | Scoreverloop                                                                        |
| ---------------- | ----------------- | ------------- | ----------------------------------------------------------------------------------- |
| 31 december 1967 | Haarlem – EDO     | 2 – 2 (0 – 1) | Dries Hendriks 0-1, Wietze Couperus (pen) 1-1, 78' Joop Koene 1-2, 85' Ton Smit 2-2 |
| 31 december 1967 | RCH – Telstar     | 2 – 1 (0 – 1) | Ruud Geestman 0-1, Gerrie de Goede 1-1, Herman Seegers 2-1                          |
| 25 februari 1968 | EDO – Telstar     | 0 – 2 (0 – 1) | 30' Leo van Straaten 0-1, 65' Tjeerd Kort 0-2                                       |
| 25 februari 1968 | RCH – Haarlem     | 2 – 0 (2 – 0) | 15' Gerrie de Goede 1-0, 40' Gerrie de Goede 2-0                                    |
| 24 maart 1968    | EDO – RCH         | 3 – 2 (2 – 0) | Ferry Kock 1-0, Dries Hendriks 2-0, Dick Meijer 2-1, John Burke 3-1, Jan Fransz 3-2 |
| 24 maart 1968    | Telstar – Haarlem | 2 – 0 (2 – 0) | Tjeerd Kort 1-0, 30' Ruud Geestman 2-0                                              |

### Groep 9
| Datum            | Wedstrijd                      | Uitslag       | Scoreverloop |
| ---------------- | ------------------------------ | ------------- | --- |
| 31 december 1967 | Holland Sport – Fortuna Vl     | 2 – 0 (2 – 0) | 16' Sjaak Roggeveen 1-0, Sjaak Roggeveen 2-0 |
| 3 januari 1968   | ADO – Xerxes/DHC '66           | 6 – 1 (2 – 1) | 1' Piet de Zoete 1-0, 20' Eddy Blok 1-1, 22' Kees Aarts 2-1, 65' Lex Schoenmaker (pen) 3-1, 75' Harrie Heijnen 4-1, 85' Aad Mansveld 5-1, 88' Lex Schoenmaker 6-1 |
| 25 februari 1968 | Xerxes/DHC '66 – Fortuna Vl    | 2 – 2 (1 – 1) | 10' Eddy Blok 1-0, 20' Adrie van Oudheusden 1-1, 77' Cees Bouman 1-2, 80' Frans van der Heide 2-2                                                                 |
| 10 maart 1968    | ADO – Holland Sport            | 3 – 1 (2 – 0) | 2' Dick Advocaat 1-0, 35' Kees Aarts 2-0, 52' Sjaak Roggeveen 2-1, 83' Henk Houwaart 3-1                                                                          |
| 24 maart 1968    | Fortuna Vl – ADO               | 2 – 3 (1 – 1) | 15 Cees Bouman 1-0, 30' Kees Aarts 1-1, 47' Aad Mansveld 1-2, 48' Kees Aarts 1-3, 90' Jan Kramer 2-3                                                              |
| 24 maart 1968    | Holland Sport – Xerxes/DHC '66 | 0 – 0         | |

### Groep 10
| Datum            | Wedstrijd              | Uitslag       | Scoreverloop                                                                                               |
| ---------------- | ---------------------- | ------------- | --- |
| 31 december 1967 | Excelsior – RBC        | 5 – 0 (3 – 0) | 8' Hans Bassant 1-0, 9' Gerard Weber 2-0, 25' Piet Luck (pen) 3-0, 51' Hans Bassant 4-0, 75' Dick Beek 5-0 |
| 25 februari 1968 | Feijenoord – Excelsior | 0 – 0         | |
| 25 februari 1968 | RBC – D.F.C.           | 0 – 1 (0 – 0) | 50' Jan Klijnjan 0-1                                                                                       |
| 14 maart 1968    | Feijenoord – D.F.C.    | 2 – 1 (1 – 0) | 42' Rob Theuns 1-0, 53' Ad Vermolen 1-1, 81' Rob Theuns 2-1                                                |
| 24 maart 1968    | Excelsior – D.F.C.     | 3 – 0 (2 – 0) | 13' George Velberg 1-0, 37' Joop Munne 2-0, 72' Joop Munne 3-0                                             |
| 24 maart 1968    | RBC – Feijenoord       | 2 – 2 (0 – 1) | 30' Jan Boskamp 0-1, 60' Jan Boskamp (pen) 0-2, 65' Frans Salawane 1-2, 88' Floor Verhagen 2-2             |

### Groep 11
| Datum            | Wedstrijd                     | Uitslag       | Scoreverloop |
| ---------------- | ----------------------------- | ------------- | --- |
| 31 december 1967 | Sparta – SVV                  | 4 – 0 (3 – 0) | 15' Jan van der Veen 1-0, 26' Henk (Charly) Bosveld 2-0, 31' Arnold (Nol) Heijerman 3-0, 58' Jan van der Veen 4-0 |
| 7 februari 1968  | FC Den Bosch '67 – Hermes DVS | 4 – 0 (2 – 0) | 25' Wim Wolbers 1-0, 43' Henk van Rooij 2-0, 70' Wim Wolbers 3-0, 82' Eef Mulders 4-0                             |
| 24 februari 1968 | FC Den Bosch '67 – Sparta     | 0 – 3 (0 – 2) | 26' Lambert Verdonk 0-1, 36' Henk (Charly) Bosveld 0-2, 57' Lambert Verdonk 0-3                                   |
| 25 februari 1968 | Hermes DVS – SVV              | 0 – 4 (0 – 1) | 40' Harrie van Gent 0-1, 60' Ton Vorstenbos 0-2, 80' Kees van Schie 0-3, 85' Ton Vorstenbos 0-4                   |
| 24 maart 1968    | Sparta – Hermes DVS           | 3 – 1 (2 – 0) | 28' Miel Pijs 1-0, 45' Ole Madsen 2-0, 60' Henk (Charly) Bosveld (pen) 3-0, 61' Ger Bakkes (pen) 3-1              |
| 24 maart 1968    | SVV – FC Den Bosch '67        | 0 – 3 (0 – 3) | 18' Jan Hoefs 0-1, 21' Wim van de Heuvel 0-2, 34' Jan Hoefs 0-3                                                   |

### Groep 12
| Datum            | Wedstrijd           | Uitslag       | Scoreverloop |
| ---------------- | ------------------- | ------------- | --- |
| 31 december 1967 | NAC – Baronie       | 2 – 0 (1 – 0) | 4' Frans Bouwmeester 1-0, 88' Jacques Visschers 2-0                                                                                                   |
| 25 februari 1968 | Baronie – Willem II | 3 – 5 (1 – 2) | 7' Gerrie Deijkers 1-0, Ger Saris 1-1, Ger Saris 1-2, 50' Rini Mettes 1-3, Cees Heijboer 2-3, Ger Saris 2-4, Gerrie Deijkers 3-4, 82' Dom Hakkens 3-5 |
| 25 februari 1968 | NOAD – NAC          | 1 – 1 (1 – 1) | 9' Ferry Pirard 0-1, 12' Cas Janssens 1-1 |
| 10 maart 1968    | Willem II – NOAD    | 1 – 1 (1 – 1) | 21' Cas Janssens 0-1, 30' Ger Saris 1-1 |
| 24 maart 1968    | Baronie – NOAD      | 2 – 1 (0 – 0) | 75' Bart Stovers 0-1, 78' Addy Brouwers 1-1, 86' Ad Holleman 2-1                                                                                      |
| 24 maart 1968    | Willem II – NAC     | 2 – 0 (1 – 0) | 15' Ger Saris 1-0, 90' Ger Saris 2-0 |

### Groep 13
| Datum            | Wedstrijd                 | Uitslag       | Scoreverloop |
| ---------------- | ------------------------- | ------------- | --- |
| 31 december 1967 | PSV – Helmond Sport       | 5 – 0 (4 – 0) | 9' Willy van der Kuijlen 1-0, 23' Willy van der Kuijlen 2-0, 31' Leen de Ridder 3-0, 41' Willy van der Kuijlen 4-0, 55' Willy van der Kuijlen 5-0 |
| 31 december 1967 | FC VVV – Eindhoven        | 1 – 0 (1 – 0) | 9' Frans Derix 1-0 |
| 23 februari 1968 | Eindhoven – PSV           | 0 – 2 (0 – 1) | 17' Bent Schmidt Hansen 0-1, 88' Bent Schmidt Hansen 0-2                                                                                          |
| 24 februari 1968 | FC VVV – Helmond Sport    | 0 – 0         | |
| 24 maart 1968    | Helmond Sport – Eindhoven | 3 – 0 (1 – 0) | 41' Lambert Kreekels 1-0, 48' Lambert Kreekels 2-0, 52' Jan van Veghel 3-0                                                                        |
| 24 maart 1968    | PSV – FC VVV              | 4 – 0 (3 – 0) | 5' Willy van der Kuijlen 1-0, 37' Jacques van Stippent 2-0, 38' Bent Schmidt Hansen 3-0, 60' Willy van der Kuijlen 4-0                            |

### Groep 14
| Datum            | Wedstrijd               | Uitslag       | Scoreverloop |
| ---------------- | ----------------------- | ------------- | --- |
| 31 december 1967 | MVV – Sittardia         | 4 – 0 (3 – 0) | 3' Joop Ensinck 1-0, 25' Willy Brokamp 2-0, 27' Willy Brokamp 3-0, 75' Zef Geurten 4-0                                                      |
| 22 februari 1968 | Fortuna '54 – Roda JC   | 2 – 3 (0 – 1) | 38' Jean Munsters (e.d.) 0-1, 59' Harry Golsteijn 1-1, 63' Walter Kousen 1-2, 72' Wim Langenhuizen 1-3, 73' John Gubbels 2-3                |
| 24 februari 1968 | Limburgia – Sittardia   | 1 – 2 (0 – 1) | 13' Henk van Laatum 0-1, 60' Theo Hansen 0-2, 90' Jacques Maas (pen) 1-2                                                                    |
| 10 maart 1968    | Roda JC – Limburgia     | 3 – 3 (3 – 1) | 9' Fred Gillissen 1-0, 21' Walter Kousen 2-0, 38' Hens Fischer 3-0, 41' Emil Klostermann 3-1, 55' Jan Janssen 3-2, 90' Emil Klostermann 3-3 |
| 21 maart 1968    | Fortuna '54 – MVV       | 3 – 3 (2 – 0) | 6' Piet Giesen 1-0, 19' Uwe Fischer 2-0, 57' Zef Geurten 2-1, 67' Zef Geurten 2-2, 75' Uwe Fischer 3-2, 85' Gerard Hoenen 3-3               |
| 24 maart 1968    | Limburgia – MVV         | 1 – 1 (1 – 1) | 22' Willy Coolen 1-0, 25' François Herben 1-1                                                                                               |
| 24 maart 1968    | Sittardia – Roda JC     | 4 – 2 (1 – 0) | 42' Frans Guns 1-0, 49' Wim Langenhuizen 1-1, 52' Ned Bulatović 2-1, 67' Fred Gillissen 2-2, 84' Frans Guns 3-2, 85' Frans Guns 4-2         |
| 4 april 1968     | Sittardia – Fortuna '54 | 1 – 1 (0 – 0) | 60' Uwe Fischer 0-1, 71' Frans Guns 1-1 |
| 7 april 1968     | Fortuna '54 – Limburgia | 1 – 1 (1 – 0) | 15' Uwe Fischer 1-0, 52' Willy Coolen 1-1                                                                                                   |
| 7 april 1968     | Roda JC – MVV           | 2 – 2 (2 – 1) | 6' Willy Brokamp 0-1, 8' Uwe Blotenberg 1-1, 29' Uwe Blotenberg 2-1, 50' Zef Geurten 2-2                                                    |

## Tweede ronde
De wedstrijden in de tweede ronde waren gepland op 28 april 1968. De beide overgebleven ploegen uit de Tweede divisie, Veendam en Excelsior, bekerden beide door naar de kwartfinale. Ook Elinkwijk, uitkomend in de Eerste divisie, ging door na winst op Eredivisionist MVV.
| Datum         | Wedstrijd               | Uitslag                    | Scoreverloop |
| ------------- | ----------------------- | -------------------------- | --- |
| 28 april 1968 | Excelsior – Sittardia   | 3 – 2 n.v. (2 – 2) (0 – 2) | 10' Frans Guns 0-1, 14' Frans Guns 0-2, 46' Hans Bassant 1-2, 56' Dick Beek 2-2, 117' Gerard Weber 3-2                                     |
| 28 april 1968 | PSV – ADO               | 0 – 3 (0 – 1)              | 40' Lex Schoenmaker 0-1, 62' Lambert Maassen 0-2, 66' Lex Schoenmaker 0-3                                                                  |
| 28 april 1968 | Ajax – Velox            | 5 – 1 (1 – 0)              | 42' Johan Cruijff 1-0, 60' Johan Cruijff 2-0, 63' Inge Danielsson 3-0, 73' Henk Groot (pen) 4-0, 75' Klaas Nuninga 5-0, 83' Marco Cabo 5-1 |
| 28 april 1968 | N.E.C. – Go Ahead       | 1 – 1 (0 – 1)              | 33' Wietse Veenstra 0-1, 62' Ben Werts 1-1 Go Ahead wint na strafschoppen                                                                  |
| 28 april 1968 | Elinkwijk – MVV         | 2 – 1 (2 – 0)              | 28' Leen van de Merkt 1-0, 37' Bert Teunissen 2-0, 52' François Herben 2-1                                                                 |
| 28 april 1968 | Veendam – Willem II     | 3 – 1 (2 – 0)              | 17' Rikkert La Crois 1-0, 20' Rikkert La Crois 2-0, 65' Rikkert La Crois 3-0, 78' Piet Timmermans 3-1                                      |
| 28 april 1968 | Sparta – Volendam       | 2 – 0 (1 – 0)              | 13' Ole Madsen 1-0, 69' Henk (Charly) Bosveld (pen) 2-0                                                                                    |
| 28 april 1968 | FC Twente '65 – Telstar | 3 – 2 (3 – 0)              | 20' Jan Jeuring 1-0, 36' Dick van Dijk 2-0, 43' Epi Drost 3-0, 51' Leo van Straaten 3-1, 88' Nico Jonker 3-2                               |

## Kwartfinales
| Datum       | Wedstrijd                 | Uitslag       | Scoreverloop |
| ----------- | ------------------------- | ------------- | --- |
| 8 mei 1968  | Excelsior – FC Twente '65 | 0 – 2 (0 – 1) | 23' Jan Jeuring 0-1, 79' Dick van Dijk 0-2                                                                             |
| 9 mei 1968  | Veendam – ADO             | 2 – 3 (2 – 2) | 30' Harrie Heijnen 0-1, 32' Harrie Heijnen 0-2, 37' Henk Meuken 1-2, 42' Rikkert La Crois 2-2, 80' Lambert Maassen 2-3 |
| 9 mei 1968  | Sparta – Go Ahead         | 1 – 2 (1 – 0) | 28' Jan van der Veen 1-0, 77' Koos Knoef 1-1, 78' Wietse Veenstra 1-2                                                  |
| 14 mei 1968 | Ajax – Elinkwijk          | 1 – 0 (0 – 0) | 63' Klaas Nuninga 1-0                                                                                                  |

## Halve finales
| Datum                        | Wedstrijd            | Uitslag                    | Scoreverloop |
| ---------------------------- | -------------------- | -------------------------- | --- |
| 23 mei 1968 terrein Go Ahead | FC Twente '65 – Ajax | 2 – 2 n.v. (2 – 2) (1 – 1) | 63' Jan Jeuring 1-0, 89' Piet Keizer 1-1, 116' Ton Pronk 1-2, 120' Willem de Vries 2-2, Ajax wint na strafschoppen |
| 23 mei 1968 terrein PSV      | ADO – Go Ahead       | 1 – 0 (0 – 0)              | 87' Lambert Maassen 1-0                                                                                            |

## Finale
De finale vond plaats op 3 juni 1968. ADO speelde voor de vijfde keer in tien jaar de bekerfinale. Na vier nederlagen won het de beker door landskampioen Ajax te verslaan. ADO plaatste zich daardoor voor de Europacup II 1968/69.
|                               |                                    |               |                 |                                                                              |
| 3 juni 1968 Finale KNVB Beker | ADO                                | 2 – 1 (2 – 0) | Ajax            | Zuiderparkstadion, Den Haag Toeschouwers: 17.500 Scheidsrechter: Wim Schalks |
| 3 juni 1968 Finale KNVB Beker | Lex Schoenmaker 23' Kees Aarts 28' |               | 48' Piet Keizer | Zuiderparkstadion, Den Haag Toeschouwers: 17.500 Scheidsrechter: Wim Schalks |

| ADO           |  |                    |                           |
|               |  |                    |                           |
| DM            |  | Ton Thie           |                           |
|               |  | Theo van der Burch |                           |
|               |  | Cees Weimar        |                           |
|               |  | Aad Mansveld       |                           |
|               |  | Harry Vos          |                           |
|               |  | Joop Jochems       |                           |
|               |  | Piet de Zoete      |                           |
|               |  | Harrie Heijnen     |                           |
|               |  | Lambert Maassen    |                           |
|               |  | Lex Schoenmaker    |                           |
|               |  | Kees Aarts         | Werd van het veld gehaald |
| Wisselspeler: |  |                    |                           |
|               |  | Henk Houwaart      | Werd in het veld gebracht |
| Trainer:      |  |                    |                           |
| Ernst Happel  |  |                    |                           |

| Ajax          |  |                     |                           |
|               |  |                     |                           |
| DM            |  | Gert Bals           |                           |
|               |  | Wim Suurbier        |                           |
|               |  | Ton Pronk           |                           |
|               |  | Velibor Vasović     |                           |
|               |  | Barry Hulshoff      |                           |
|               |  | Henk Groot          | Werd van het veld gehaald |
|               |  | Bennie Muller       |                           |
|               |  | Sjaak Swart         |                           |
|               |  | Inge Danielsson     |                           |
|               |  | Theo van Duivenbode |                           |
|               |  | Piet Keizer         |                           |
| Wisselspeler: |  |                     |                           |
|               |  | Arie Haan           | Werd in het veld gebracht |
| Trainer:      |  |                     |                           |
| Rinus Michels |  |                     |                           |

| KNVB Beker 1967/68 |
| ------------------ |
| ADO Eerste titel   |

Seizoenen: 1898/99 · 1899/00 · 1900/01 · 1901/02 · 1902/03 · 1903/04 · 1904/05 · 1905/06 · 1906/07 · 1907/08 · 1908/09 · 1909/10 · 1910/11 · 1911/12 · 1912/13 · 1913/14 · 1914/15 · 1915/16 · 1916/17 · 1917/18 · 1918/19 · 1919/20 · 1920/21 · 1921/22 · 1922/23 · 1923/24 · 1925 · 1925/26 · 1926/27 · 1927/28 · 1928/29 · 1929/30 · 1930/31 · 1931/32 · 1932/33 · 1933/34 · 1934/35 · 1935/36 · 1936/37 · 1937/38 · 1938/39 · 1939/40 · 1940/41 · 1941/42 · 1942/43 · 1943/44 · 1944/45 · 1945/46 · 1946/47 · 1947/48 · 1948/49 · 1949/50 · 1950/51 · 1951/52 · 1952/53 · 1953/54 · 1954/55 · 1955/56 · 1956/57 · 1957/58 · 1958/59 · 1959/60 · 1960/61 · 1961/62 · 1962/63 · 1963/64 · 1964/65 · 1965/66 · 1966/67 · 1967/68 · 1968/69 · 1969/70 · 1970/71 · 1971/72 · 1972/73 · 1973/74 · 1974/75 · 1975/76 · 1976/77 · 1977/78 · 1978/79 · 1979/80 · 1980/81 · 1981/82 · 1982/83 · 1983/84 · 1984/85 · 1985/86 · 1986/87 · 1987/88 · 1988/89 · 1989/90 · 1990/91 · 1991/92 · 1992/93 · 1993/94 · 1994/95 · 1995/96 · 1996/97 · 1997/98 · 1998/99 · 1999/00 · 2000/01 · 2001/02 · 2002/03 · 2003/04 · 2004/05 · 2005/06 · 2006/07 · 2007/08 · 2008/09 · 2009/10 · 2010/11 · 2011/12 · 2012/13 · 2013/14 · 2014/15 · 2015/16 · 2016/17 · 2017/18 · 2018/19 · 2019/20 · 2020/21 · 2021/22 · 2022/23 · 2023/24 · 2024/25 · 2025/26
Finales: 2013 · 2014 · 2015 · 2016 · 2017 · 2018 · 2019 · 2020 · 2021 · 2022 · 2023 · 2024 · 2025
Nederland: Eredivisie · Eerste divisie · Tweede divisie · Derde divisie/Topklasse · KNVB Beker
Europa: Champions League · Europa Cup I · Europa Cup II · Europa League · UEFA Cup · Jaarbeursstedenbeker · Intertoto Cup